# سبينينغ أراوند
«سبينينغ أراوند» (بالإنجليزية: Spinning Around)‏ هي أغنية للفنانة الأسترالية كايلي مينوغ، من ألبومها السابع لايت ييرز (2000). وهي من تأليف آيرا شيكمان، أوزبورن بينغهام، كارا دايوجاردي، باولا عبدول، وكان من المفترض في البداية أن تقوم عبدول بتسجيلها على ألبومها الخاص، ولكن تم منح الأغنية لمينوغ بعد أن ألغي الألبوم. وهي من إنتاج مايك سبنسر. أغنية هي من صنف بوب الرقص مع مؤثرات ديسكو وأصدرت في 19 يونيو 2000 بوصفها المنفردة الرئيسية من الألبوم. تتناول كلمات الأغنية موضوع التجديد، حيث تزعم مينوغ أنها تغيرت كشخص وتعلمت من الماضي.
تلقت الأغنية مراجعات إيجابية من نقاد الموسيقى فور صدورها، والذين أشادوا بعودة مينوغ إلى النمط الموسيقي الذي عرفت به. ومن الناحية التجارية، حققت الأغنية النجاح ومثلت «عودة» مينوغ بعد خيبة أمل النقاد والجمهور في ألبومها السادس إمبوسيبل برينسس (1997). وتصدرت قائمة الأغاني الاسترالية منذ الأسبوع الأول، لتصبح أول أغنية لها تتصدر القائمة منذ «كونفايد إن مي» (1994). كما تصدرت القائمة في المملكة المتحدة منذ الأسبوع الأول أيضا، حيث أصبحت أول أغنية لها تتصدر القائمة منذ «تيرز أون ماي بيلو» في عام 1990. من جهة أخرى، وصلت الأغنية إلى المراكز الخمسة الأوائل في أيرلندا ونيوزيلندا. تلقت الأغنية تصنيف البلاتين في أستراليا والفضة في المملكة المتحدة.
تم إخراج فيديو كليب الأغنية من قبل دون شادفورث، وتظهر مينوغ وهي ترقص وتستمتع بوقتها في ملهى ليلي. كما اشتهرت بالسروال الذهبي القصير الذي لبسته في معظم المشاهد، ما جعل مؤخرتها تحظى بتغطية واسعة من وسائل الإعلام. واعتبر هذا السروال القصير «أيقونة» في مسيرتها، وقد عرض في معارض أزياء مينوغ. أدت مينوغ الأغنية في جميع جولاتها، مع استثناء جولة أنتي تور.